# Notarius neogranatensis
Notarius neogranatensis is een straalvinnige vissensoort uit de familie van christusvissen (Ariidae). De wetenschappelijke naam van de soort is voor het eerst geldig gepubliceerd in 2002 door Acero P. & Betancur-R..